# Euphorbia genoudiana
Euphorbia genoudiana är en törelväxtart som beskrevs av Eugène Ursch och Jacques Désiré Leandri. Euphorbia genoudiana ingår i släktet törlar, och familjen törelväxter. Inga underarter finns listade i Catalogue of Life.

## Bildgalleri

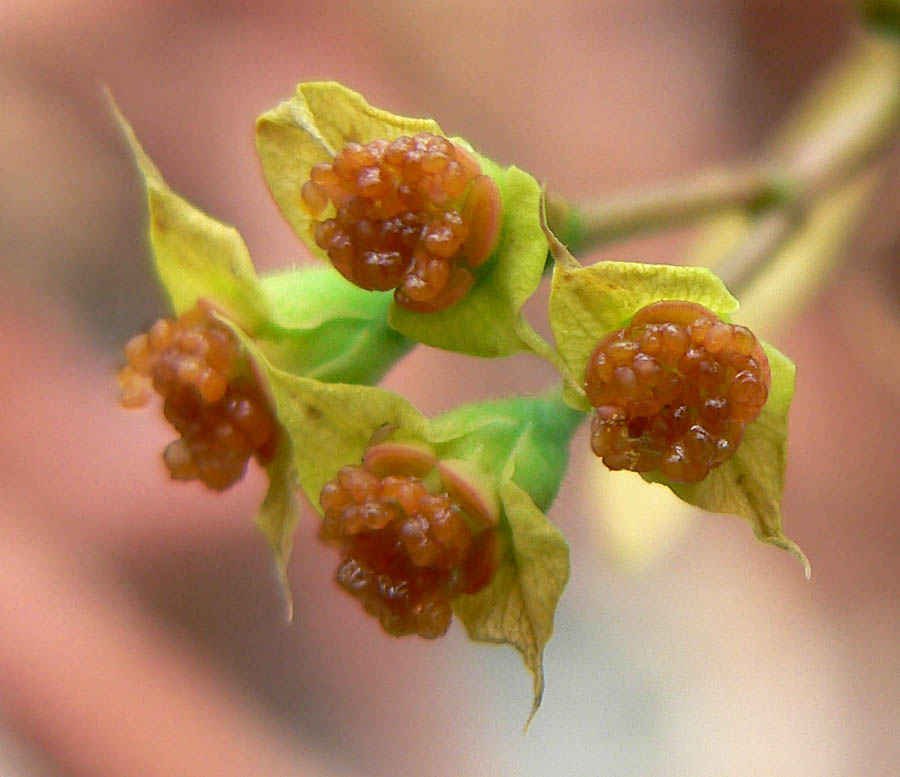
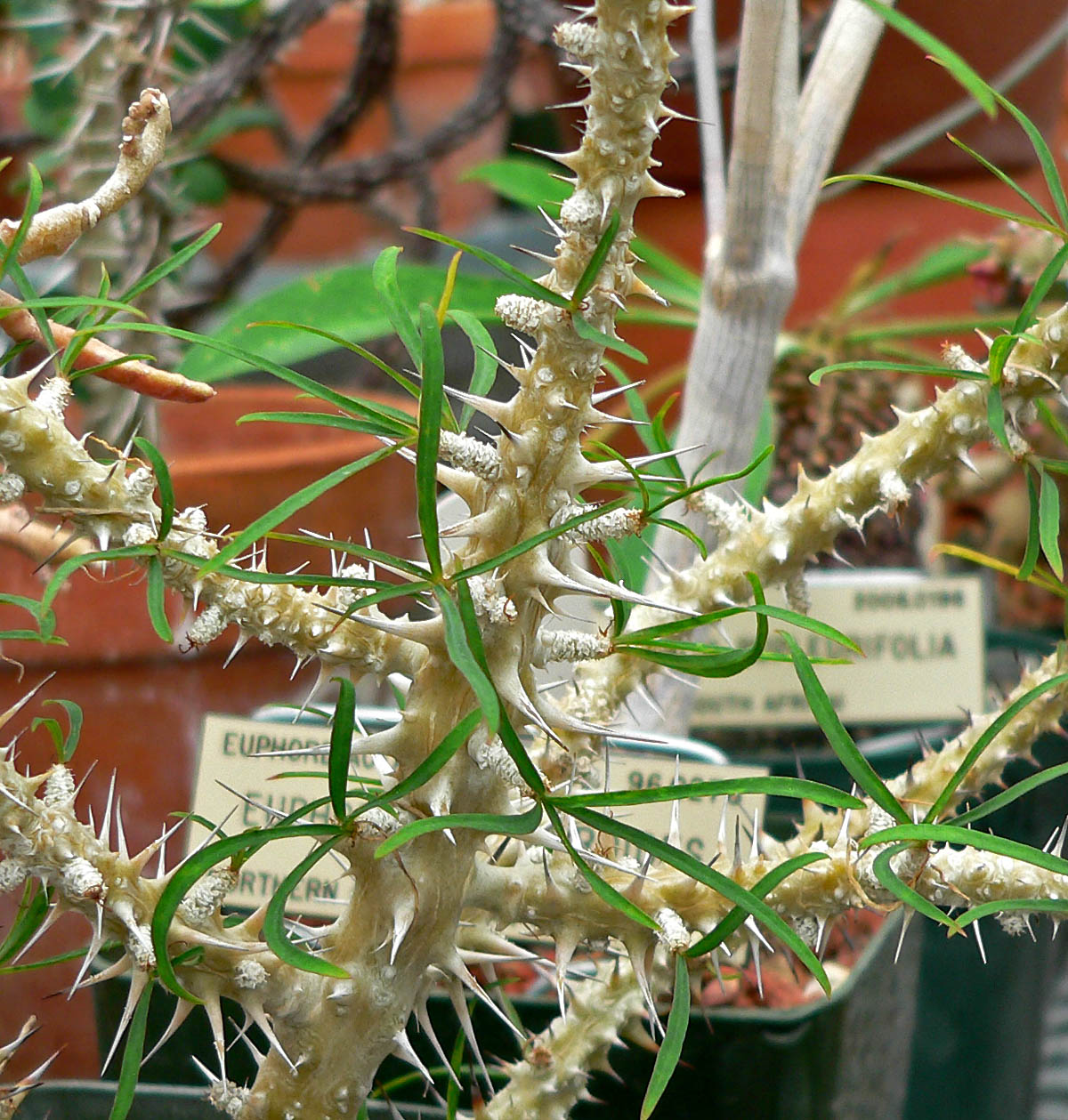
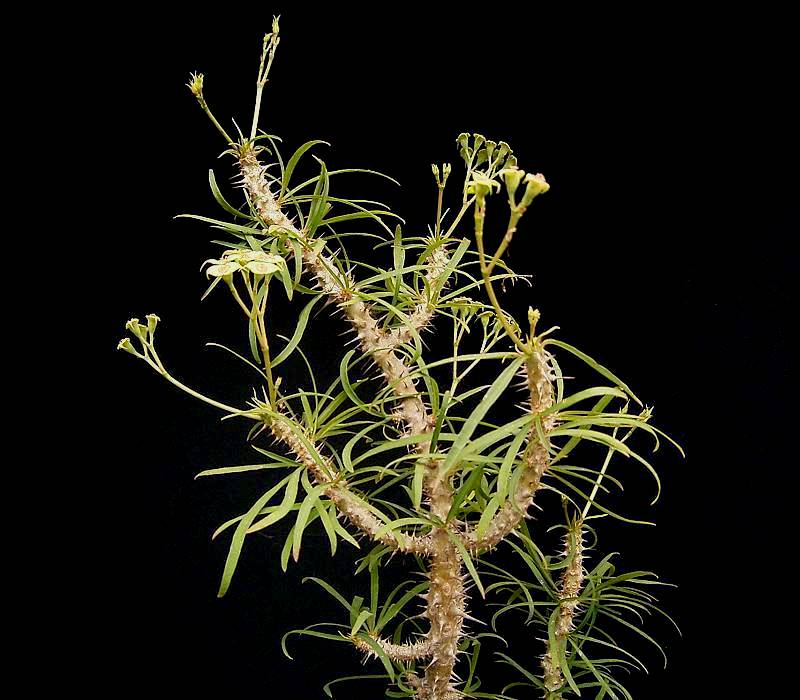
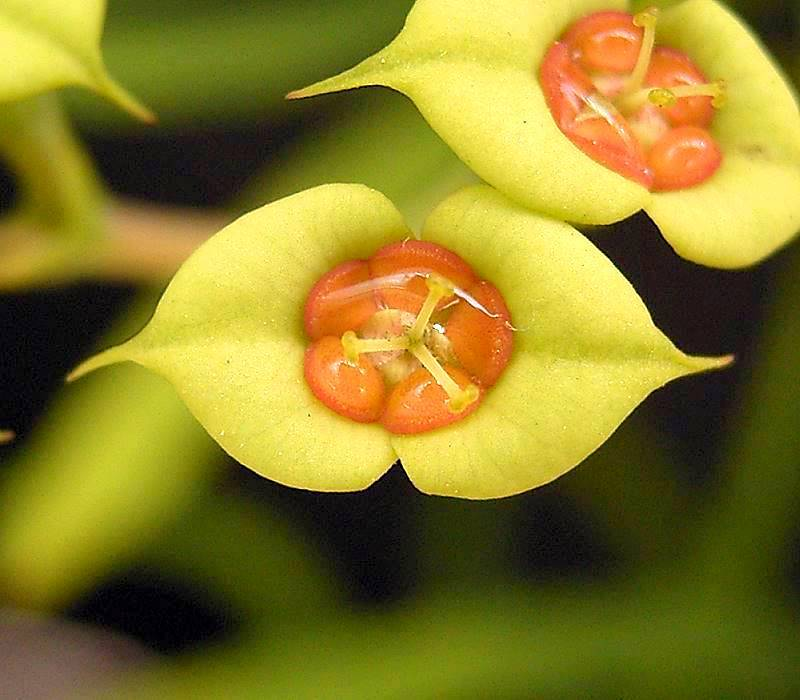
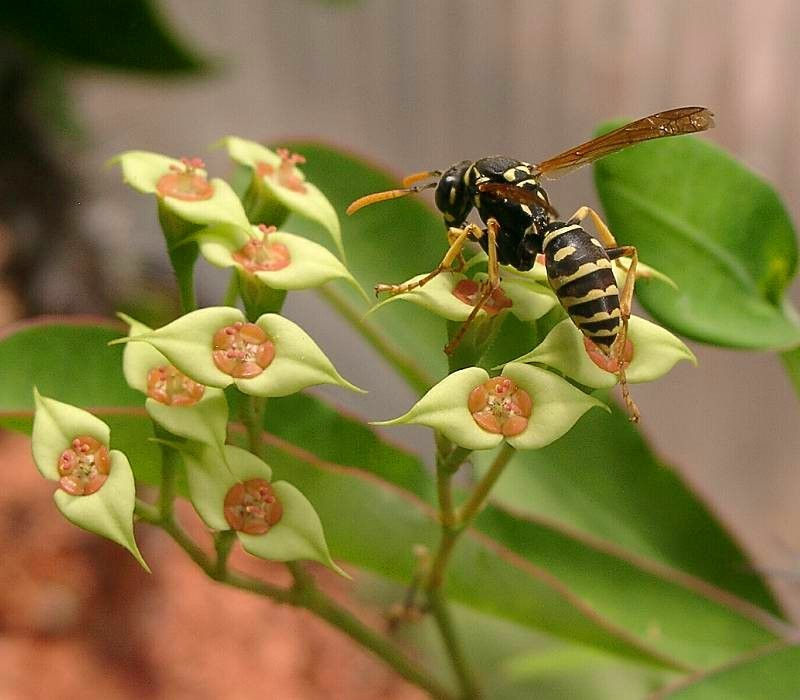
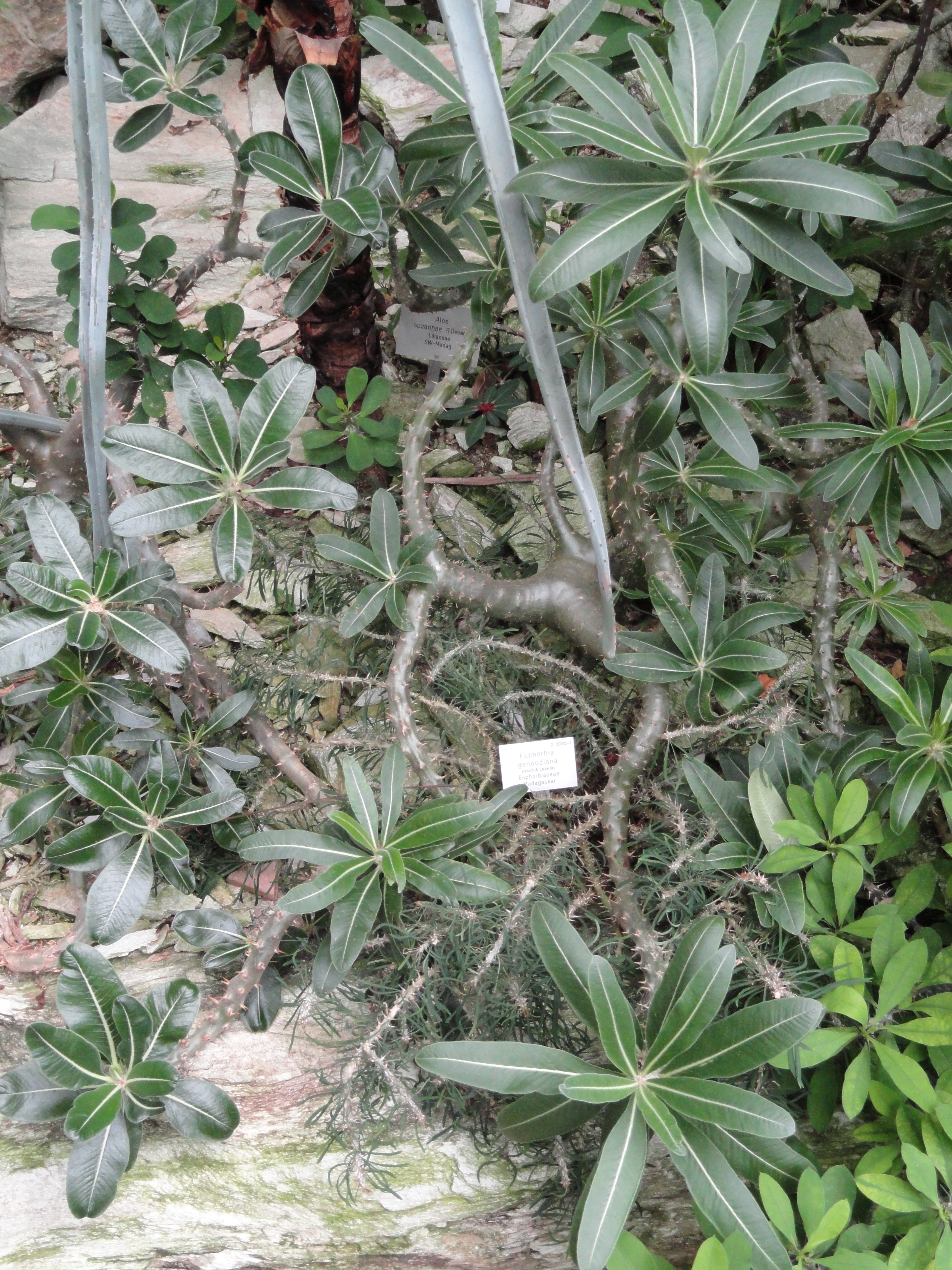